# Marc Chagall

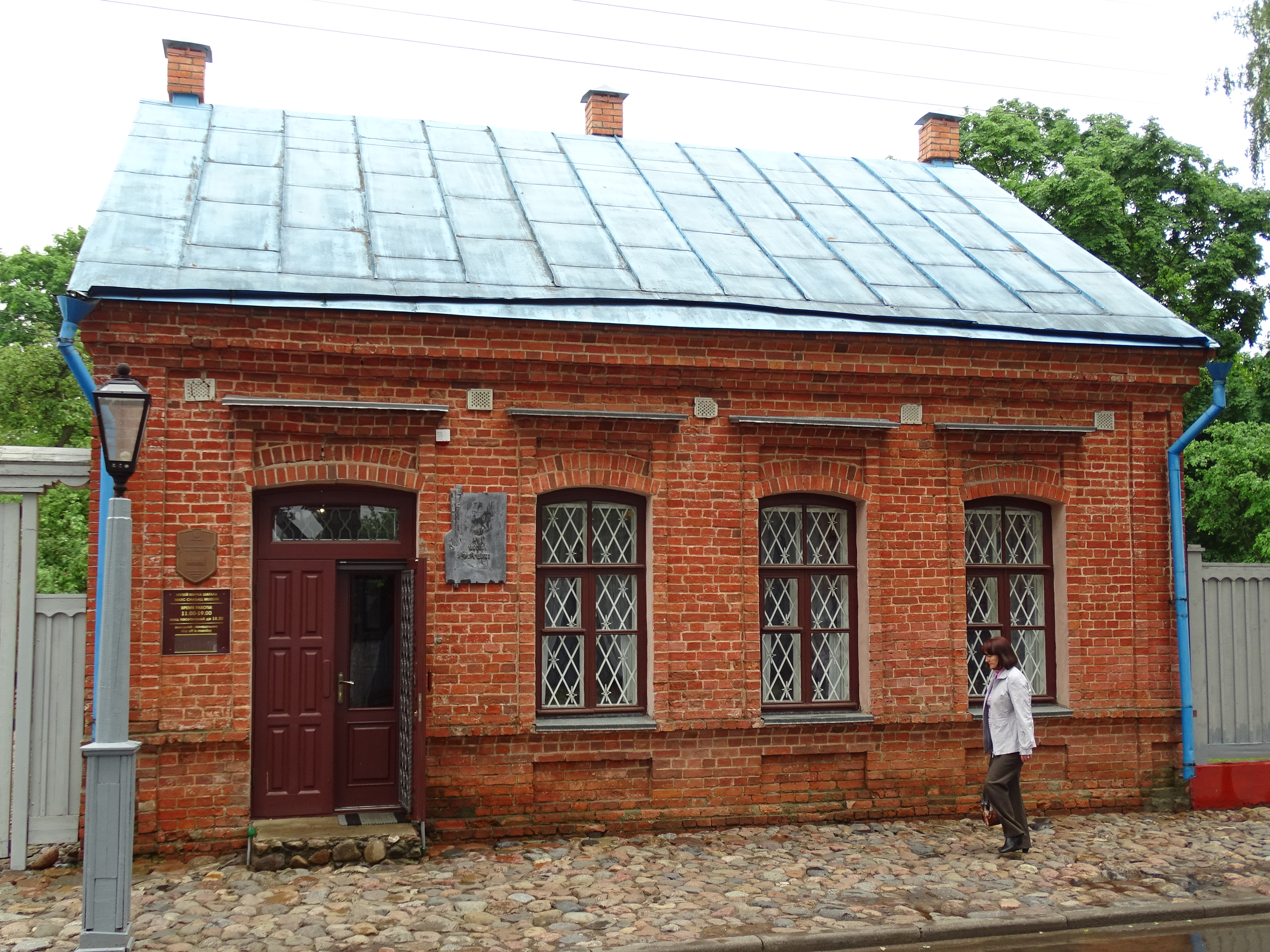
Casa-museo de Marc Chagall en Vítebsk inaugurado en 1997.

Marc Chagall, registrado al nacer como Moshe Segal (Мойше Сегал) o Movsha Játskelevich Shagálov (Мовшa Хацкелевич Шагалов); en ídish, מאַרק שאַגאַל (Moishe Segal); en bielorruso, Марк Захаравіч Шагал (Mark Zajáravich Shagal) y en ruso, Марк Захарович Шагал (Mark Zajárovich Shagal) (Liozna, Imperio ruso, 7 de julio de 1887-Saint-Paul de Vence, Francia, 28 de marzo de 1985),  fue un pintor bielorruso y francés de origen judío.

## Biografía
Nació en Liozna, Gobernación de Vítebsk (hoy en Bielorrusia) Chagall era el mayor de nueve hermanos. El apellido familiar, Shagal, es una variante del apellido Segal, que en una comunidad judía solía llevarse en una familia levítica. Su padre, Khatskl (Zachar) Shagal, trabajaba para un comerciante de arenques, y su madre, Feige-Ite, vendía comestibles en su casa. Su padre trabajaba arduamente, cargando pesados barriles, y ganaba 20 rublos al mes (el salario promedio en el Imperio ruso era de 13 rublos al mes).
Una de las principales fuentes de ingresos de la población judía de la ciudad provenía de la fabricación de ropa que se vendía en todo el Imperio ruso. También fabricaban muebles y diversas herramientas agrícolas.  Desde finales del siglo XVIII hasta la Primera Guerra Mundial, el gobierno imperial ruso confinó a los judíos a vivir en la Zona de Asentamiento, que abarcaba las actuales Ucrania, Bielorrusia, Polonia, Lituania y Letonia, y que correspondía casi exactamente al territorio de la Mancomunidad de Polonia-Lituania, que fue ocupada por la Rusia imperial a finales del siglo XVIII. Esto condujo a la creación de pueblos-mercado judíos (shtetls) en toda la actual Europa del Este, con sus propios mercados, escuelas, hospitales y otras instituciones comunitarias.
Chagall escribió de niño: «A cada paso me sentía judío; la gente me lo hacía sentir».  Durante un pogromo, Chagall escribió: «Las farolas están apagadas. Siento pánico, sobre todo delante de los escaparates de los carniceros. Allí se ven terneros vivos tendidos junto a las hachas y cuchillos de los carniceros». Cuando algunos pogromniks le preguntaron : «¿Judío o no?», Chagall recordó haber pensado: «Tengo los bolsillos vacíos, los dedos sensibles, las piernas débiles y sedientas de sangre. Mi muerte sería inútil. ¡Cuánto deseaba vivir!».  Chagall negó ser judío, lo que llevó a los pogromniks a gritar: «¡Muy bien! ¡Váyanse!».
En el Imperio ruso de aquella época, a los niños judíos no se les permitía asistir a escuelas regulares y las universidades les imponían un cupo. Su movimiento dentro de la ciudad también estaba restringido. Por lo tanto, Chagall recibió su educación primaria en la escuela religiosa judía local, donde estudió hebreo y la Biblia. A los 13 años, su madre intentó matricularlo en una escuela secundaria regular, y él recordó: «Pero en esa escuela no aceptan judíos. Sin dudarlo un instante, mi valiente madre se acercó a un profesor». Le ofreció al director 50 rublos para que lo dejara asistir, lo cual aceptó.
Un punto de inflexión en su vida artística llegó cuando vio por primera vez a un compañero dibujando. Cuando Chagall le preguntó a su compañero de clase cómo había aprendido a dibujar, su amigo le respondió: "Ve a buscar un libro en la biblioteca, idiota, elige cualquier dibujo que te guste y cópialo". Pronto empezó a copiar imágenes de libros y la experiencia le resultó tan gratificante que decidió que quería ser artista.
En 1906, descubrió el estudio de Yehuda (Yuri) Pen, un artista realista que dirigía una escuela de dibujo en Vítebsk. Al mismo tiempo, los futuros artistas El Lissitzky y Ossip Zadkine también fueron alumnos de Pen. Debido a su juventud y a la falta de ingresos, Pen se ofreció a enseñarle gratuitamente. Sin embargo, tras unos meses en la escuela, Chagall se dio cuenta de que el retrato académico no le convenía.
Goodman señala que durante ese período en la Rusia Imperial, los judíos tenían dos maneras de incorporarse al mundo del arte: una era «ocultar o negar sus raíces judías» y la otra —la elegida por Chagall— era «valorar y expresar públicamente sus raíces judías» integrándolas en el arte. Para Chagall, esa era también su forma de «autoafirmación y expresión de principios».
El biógrafo de Chagall, Franz Meyer, explica que, dadas las conexiones entre su arte y su juventud, «el espíritu jasídico sigue siendo la base y la fuente de alimento de su arte».
Algunos de sus trabajos más importantes son La aldea y yo (1911), El violinista verde (1923-1924, Museo Guggenheim, Nueva York), El cumpleaños (1915), Soledad (1933, Museo de Arte de Tel Aviv). Los cuadros de Chagall se han llegado a vender por más de 6 millones de dólares, y también sus litografías han alcanzado un considerable valor.
Cabe destacar su estancia en la Costa Brava, concretamente-la obra titulada El violinista celeste.
En 1964, por encargo de Charles de Gaulle, Marc Chagall pintó el techo de la Ópera de París. En 1977, fue condecorado con la orden de Legión de Honor de Francia.
En 1981, recibió el Premio de la Fundación Wolf de las Artes de Jerusalén.
Murió a la edad de 97 años y está enterrado en el pueblo de Saint-Paul de Vence, cerca de Niza, junto a su esposa Valentina Bródskaya (Vava) y su cuñado.

## Trayectoria
En 1907, Marc Chagall se muda a San Petersburgo, donde se vinculó a la escuela de la Sociedad de Patrocinadores del Arte y lugar en el que estudió bajo la tutoría de Nikolái Roerich. Entre 1908 y 1910, estudió en la escuela de Elizaveta Zvántseva bajo la tutoría de Léon Bakst. Durante su estancia en San Petersburgo, descubrió el teatro experimental y la obra de artistas como Paul Gauguin. Chagall permaneció en San Petersburgo hasta 1910, visitando con frecuencia Vítebsk, donde conoció a Bella Rosenfeld.
En 1910, Chagall se trasladó a París para desarrollar su estilo artístico.  El historiador de arte y curador James Sweeney señala que cuando Chagall llegó por primera vez a París, el cubismo era la forma de arte dominante, y el arte francés aún estaba dominado por la perspectiva materialista del siglo XIX, pero Chagall llegó de Rusia con «un rico don para el color, una respuesta fresca y descarada al sentimiento, un gusto por la poesía sencilla y un gran sentido del humor», añade. Estas nociones eran ajenas al París de entonces, y como resultado, su primer reconocimiento no provino de otros pintores, sino de poetas como Blaise Cendrars y Guillaume Apollinaire.  Forjó amistad con otros artistas de vanguardia como, Guillaume Apollinaire, Robert Delaunay y Fernand Léger. En París, se matriculó en la Académie de La Palette, una escuela de arte vanguardista donde impartieron clases los pintores Jean Metzinger, André Dunoyer de Segonzac y Henri Le Fauconnier, y también encontró trabajo en otra academia. Pasaba su tiempo libre visitando galerías y salones, especialmente el Louvre; entre los artistas que llegó a admirar se encontraban Rembrandt, los hermanos Le Nain, Chardin, van Gogh, Renoir, Pissarro, Matisse, Gauguin, Courbet, Millet, Manet, Monet, Delacroix y otros. Fue en París donde aprendió la técnica del gouache, que utilizó para pintar escenas bielorrusas. También visitó Montmartre y el Barrio Latino. Continuó pintando motivos y temas judíos de sus recuerdos de Vítebsk, aunque incluyó escenas parisinas, en particular la Torre Eiffel, junto con retratos. Muchas de sus obras eran versiones actualizadas de pinturas que había realizado en Rusia, transpuestas a claves fauvistas o cubistas.
En 1914, regresó a Vítebsk para casarse con su prometida, Bella Rosenfeld, a quien había conocido en 1909. Al comenzar la Primera Guerra Mundial, permaneció en su pueblo natal. En 1915, se casó con Bella y el siguiente año tuvieron una hija a la que llamaron Ida.
Chagall se volvería un participante activo en la Revolución rusa de 1917, por lo que fue nombrado Comisario de Arte para la región de Vítebsk, donde fundó la Escuela de Arte de Vítebsk en 1919. Sin embargo, debido a la carga burocrática del puesto de director en la Escuela y a las desavenencias con Kazimir Malévich, profesor de la Escuela, se mudó a Moscú en 1920 y luego a París en 1923.
Con la ocupación alemana de Francia durante la Segunda Guerra Mundial y la deportación de los judíos a los campos de exterminio nazis, Marc Chagall tuvo que abandonar París. Con la ayuda del periodista estadounidense Varian Fry, se mudó a la Villa Air-Bel en Marsella antes de que Fry le ayudara a escapar de Francia, a través de España y Portugal. En 1941, los Chagall se instalaron en Estados Unidos.
Regresó definitivamente a Francia durante el otoño de 1947, donde asistió a la inauguración de la exposición de sus obras en el Museo Nacional de Arte Moderno.

## Arte de Chagall
Marc Chagall se inspiró en las costumbres de la vida en Bielorrusia e interpretó muchos temas bíblicos, reflejando así su herencia judía. En los años 1960 y 1970 se involucró en grandes proyectos destinados en espacios públicos o en importantes edificios civiles y religiosos.
La obra de Chagall está conectada con diferentes corrientes del arte moderno. Formó parte de las vanguardias parisinas que precedieron la Primera Guerra Mundial. Sin embargo, su obra se queda siempre en los límites de estos movimientos y tendencias emergentes, incluyendo el cubismo y el fovismo. Estuvo muy conectado con la Escuela de París y sus exponentes, como Amedeo Modigliani.
En sus obras abundan las referencias a su niñez, aun al precio de evitar las problemáticas experiencias que después vivió. Sus obras comunican la felicidad y el optimismo a aquellos que las observan mediante intensos y vívidos colores. Chagall gustaba de colocarse a sí mismo, a veces junto con su mujer, como observador del mundo, un mundo de colores visto a través de un vitral. Muchos consideran que La crucifixión blanca (y sus ricos e intrigantes detalles) es una denuncia del régimen de Stalin, del holocausto nazi y de toda la opresión contra los judíos. Chagall cultivó durante más de ochenta años un arte inspirado en el amor, los recuerdos, las tradiciones bielorrusas y judías, los acontecimientos históricos o los hitos artísticos de los que fue testigo y, en muchas ocasiones, protagonista.

## Estilos y técnicas artísticas

### Color

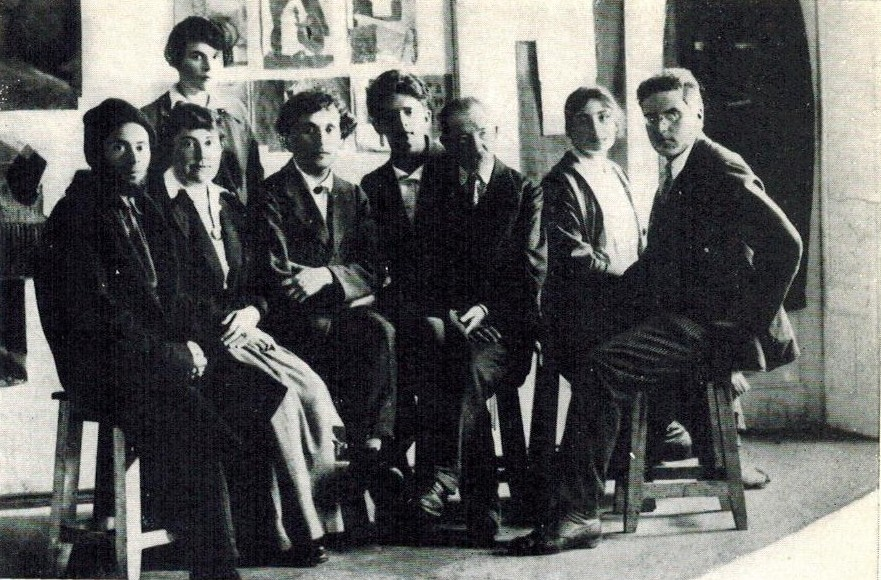
Profesores de la Escuela de Arte de Vítebsk, 1919. Sentados de izda. a dcha.: El Lisitski, Vera Yermoláyeva, Marc Chagall, David Yakersón, Yehuda Pen, Nina Kogan y Aleksandr Romm. De pie, la encargada de la oficina de la Escuela.

Según Cogniat, en toda la obra de Chagall durante todas las etapas de su vida, eran sus colores los que atraían y captaban la atención del espectador. En sus primeros años, su obra estaba limitada por el énfasis que ponía en la forma y sus cuadros nunca daban la impresión de ser dibujos pintados. Y añade: «Los colores son una parte viva e integral del cuadro y nunca son pasivamente planos o banales, como una ocurrencia tardía. Esculpen y animan el volumen de las formas... se permiten vuelos de fantasía e invención que añaden nuevas perspectivas y tonos graduados y mezclados...». Sus colores ni siquiera intentan imitar la naturaleza, sino sugerir movimientos, planos y ritmos".
Era capaz de transmitir imágenes impactantes con sólo dos o tres colores. Cogniat escribe: «Chagall no tiene rival en esta capacidad de dar una vívida impresión de movimiento explosivo con el uso más simple de los colores...» A lo largo de su vida, sus colores crearon una «atmósfera vibrante» que se basaba en «su propia visión personal.» : 60 

### Tema

#### De los recuerdos de la vida a la fantasía

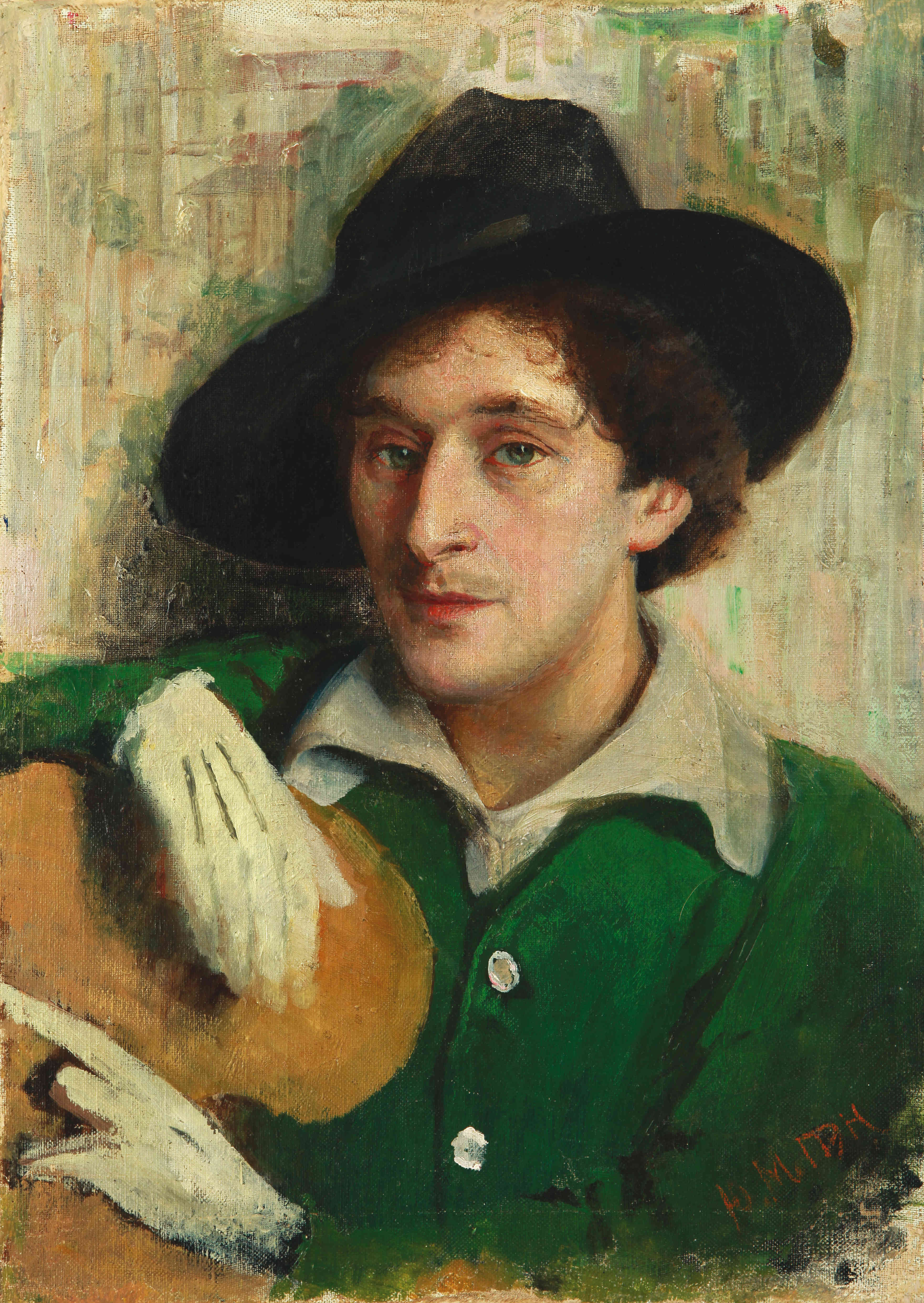
Retrato de Marc Chagall por Yehuda Pen, 1915.

Los primeros años de Chagall le dejaron una «poderosa memoria visual y una inteligencia pictórica», escribe Goodman. Tras vivir en Francia y experimentar el ambiente de libertad artística, su «visión se disparó y creó una nueva realidad, que se basaba tanto en su mundo interior como en el exterior». Pero fueron las imágenes y los recuerdos de sus primeros años en Bielorrusia los que sustentarían su arte durante más de 70 años. : 13 
Según Cogniat, hay ciertos elementos en su arte que han permanecido permanentes y se han visto a lo largo de su carrera. Uno de ellos es la elección de los temas y la forma de retratarlos. «El elemento más evidentemente constante es su don para la alegría y su compasión instintiva, que incluso en los temas más serios le impide dramatizar...»: 89  Los músicos han sido una constante durante todas las etapas de su obra. Después de su primer matrimonio, «los amantes se han buscado, se han abrazado, se han acariciado, han flotado en el aire, se han encontrado en coronas de flores, se han estirado y se han abalanzado como el melodioso pasaje de sus vívidos sueños diurnos. Los acróbatas se contorsionan con la gracia de flores exóticas en el extremo de sus tallos; las flores y el follaje abundan por doquier» Wullschlager explica las fuentes de estas imágenes:

Para él, los payasos y acróbatas siempre se asemejaron a las figuras de las pinturas religiosas... La evolución de las obras de circo... refleja un enturbiamiento gradual de su visión del mundo, y los artistas de circo pasaron a ser el profeta o el sabio de su obra, una figura en la que Chagall volcó su ansiedad a medida que Europa se oscurecía y ya no podía confiar en la lumiére-liberté de Francia como fuente de inspiración. : 337 

Chagall describió su amor por la gente del circo:

¿Por qué me conmueven tanto sus maquillajes y muecas? Con ellos puedo avanzar hacia nuevos horizontes... Chaplin intenta hacer en el cine lo que yo intento hacer en mis cuadros. Quizá sea el único artista actual con el que podría llevarme bien sin tener que decir una sola palabra.: 337 

Sus primeros cuadros eran a menudo de la ciudad donde nació y creció, Vítebsk. Cogniat señala que son realistas y dan la impresión de experiencia de primera mano al captar un momento en el tiempo con acción, a menudo con una imagen dramática. En sus últimos años, como por ejemplo en la «serie de la Biblia», los temas eran más dramáticos. Conseguía mezclar lo real con lo fantástico, y combinado con su uso del color las imágenes eran siempre al menos aceptables, si no impactantes. Nunca intentó presentar una realidad pura, sino que siempre creó sus atmósferas a través de la fantasía.: 91  En todos los casos, el «tema más persistente de Chagall es la vida misma, en su simplicidad o en su oculta complejidad... Presenta para nuestro estudio lugares, personas y objetos de su propia vida».

#### Temas judíos
Tras absorber las técnicas del fauvismo y el cubismo (bajo la influencia de Jean Metzinger y Albert Gleizes) Chagall fue capaz de mezclar estas tendencias estilísticas con su propio estilo folclórico. Dio a la sombría vida de los judíos jasídicos los «matices románticos de un mundo encantado», señala Goodman. Combinando los aspectos del Modernismo con su «lenguaje artístico único», consiguió captar la atención de críticos y coleccionistas de toda Europa. En general, fue su infancia en una ciudad de provincias bielorrusa lo que le proporcionó una fuente continua de estímulos imaginativos. Chagall se convertiría en uno de los muchos emigrantes judíos que más tarde se convertirían en artistas de renombre, todos ellos habiendo formado parte de «las minorías más numerosas y creativas de Rusia», señala Goodman.: 13 
La Primera Guerra Mundial, que terminó en 1918, había desplazado a casi un millón de judíos y destruido lo que quedaba de la cultura provinciana de los shtetl que había definido la vida de la mayoría de los judíos de Europa del Este durante siglos. Goodman señala: «El desvanecimiento de la sociedad judía tradicional dejó en artistas como Chagall poderosos recuerdos que ya no podían alimentarse de una realidad tangible. En su lugar, esa cultura se convirtió en una fuente emocional e intelectual que existía únicamente en la memoria y la imaginación... Tan rica había sido la experiencia, que lo sostuvo durante el resto de su vida.»: 15  Sweeney añade que «si se le pide a Chagall que explique sus cuadros, respondería: 'No los entiendo en absoluto. No son literatura. Son sólo disposiciones pictóricas de imágenes que me obsesionan...» : 7 
En 1948, tras regresar a Francia desde Estados Unidos después de la guerra, vio por sí mismo la destrucción que la guerra había traído a Europa y a las poblaciones judías. En 1951, como parte de un libro conmemorativo dedicado a ochenta y cuatro artistas judíos asesinados por los nazis en Francia, escribió un poema titulado «Para los artistas masacrados: 1950», que inspiró cuadros como la Canción de David (véase la foto):

Veo el fuego, el humo y el gas; subiendo a la nube azul, volviéndola negra. Veo el pelo arrancado, los dientes arrancados. Me abruman con mi paleta rabiosa. Me paro en el desierto ante montones de botas, ropa, ceniza y estiércol, y musito mi Kaddish. Y mientras me levanto de mis pinturas, el David pintado desciende hasta mí, arpa en mano. Quiere ayudarme a llorar y a recitar capítulos de los Salmos. : 114–115 

Lewis escribe que Chagall «sigue siendo el artista visual más importante que ha dado testimonio del mundo de los judíos de Europa del Este... y sin darse cuenta se convirtió en el testigo público de una civilización ahora desaparecida». Aunque el judaísmo tiene inhibiciones religiosas sobre el arte pictórico de muchos temas religiosos, Chagall consiguió utilizar sus imágenes fantásticas como una forma de metáfora visual combinada con imaginería folclórica. Su «Violinista en el tejado», por ejemplo, combina un ambiente folclórico de pueblo con un violinista como forma de mostrar el amor judío por la música como algo importante para el espíritu judío.
La música desempeñó un papel importante en la configuración de los temas de su obra. Aunque más tarde llegó a amar la música de Bach y Mozart, durante su juventud estuvo influenciado sobre todo por la música de la comunidad jasídica en la que se crio. El historiador del arte Franz Meyer señala que una de las principales razones de la naturaleza poco convencional de su obra está relacionada con el hassidismo que inspiró el mundo de su infancia y juventud y que, de hecho, se había impreso en la mayoría de los judíos de Europa del Este desde el siglo XVIII. Escribe: «Para Chagall ésta es una de las fuentes más profundas, no de inspiración, sino de cierta actitud espiritual... el espíritu hassídico sigue siendo la base y la fuente de alimentación de su arte.»: 24  En una charla que Chagall dio en 1963 durante su visita a Estados Unidos, comentó algunas de esas impresiones.
Sin embargo, Chagall tenía una relación compleja con el judaísmo. Por un lado, consideraba que sus antecedentes culturales judíos bielorrusos eran cruciales para su imaginación artística. Pero por muy ambivalente que fuera con su religión, no podía evitar recurrir a su pasado judío para obtener material artístico. De adulto, no era judío practicante, pero a través de sus pinturas y vidrieras, intentó continuamente sugerir un «mensaje más universal», utilizando temas tanto judíos como cristianos.

Durante unos dos mil años una reserva de energía nos ha alimentado y sostenido, y ha llenado nuestras vidas, pero durante el último siglo se ha abierto una brecha en esta reserva, y sus componentes han empezado a desintegrarse: Dios, la perspectiva, el color, la Biblia, la forma, la línea, las tradiciones, las llamadas humanidades, el amor, la devoción, la familia, la escuela, la educación, los profetas y el propio Cristo. ¿Acaso yo también he dudado en mis tiempos? He pintado cuadros al revés, he decapitado a personas y las he diseccionado, esparciendo los pedazos por el aire, todo en nombre de otra perspectiva, otro tipo de composición pictórica y otro formalismo.: 29 

También se esforzó por distanciar su obra de un único enfoque judío. En la inauguración del Museo Chagall de Niza dijo: «Mi pintura no representa el sueño de un pueblo, sino el de toda la humanidad».

## Legado de Chagall
Sus trabajos se pueden encontrar en la Ópera de París, en la Plaza del Primer Banco Nacional en el centro de Chicago, en la Metropolitan Opera House de Nueva York, en la catedral de Reims (Francia), en la catedral de Fraumünster en Zúrich (Suiza) y en la iglesia de San Esteban en Maguncia (Alemania).

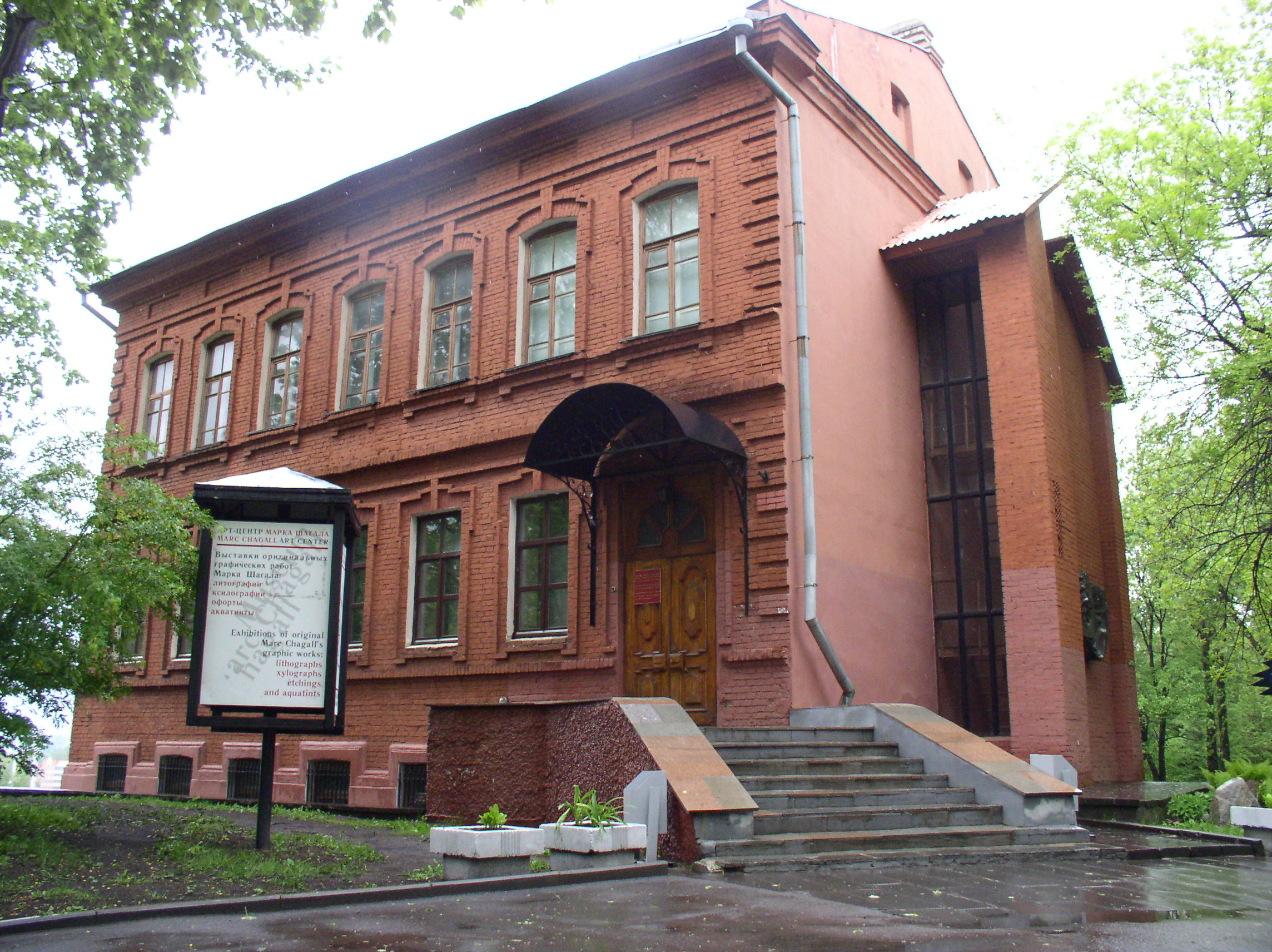
Centro de Arte Marc Chagall en Vítebsk inaugurado en 1992.

El Centro de Arte que lleva su nombre en Vítebsk fue fundado en 1992 en el edificio donde habitó su familia. Dicho museo solo tiene copias de su trabajo, pues durante los tiempos soviéticos fue considerado persona non grata y no se reunieron ejemplares de sus obras.
Según el crítico de arte Robert Hughes, Marc Chagall es “el artista judío por excelencia del siglo XX.” Henry Miller lo llamó «un poeta con alas de pintor».
En 1978, el pintor hispano-argentino Enrique Sobisch realiza con gran éxito, en Buenos Aires, una exposición de más de 100 obras en homenaje a Chagall, que este agradeció personalmente.
La editorial barcelonesa Acantilado publicó en 2004 su libro de memorias, escrito originalmente en ruso y publicado en París en 1931 en traducción de su esposa, Bella Chagall.
El director de cine Hayao Miyazaki realizó una escena con reminiscencias de la obra de Marc Chagall en su película Majo no Takkyūbin.

#### Obras de Chagall en España
Tradicionalmente poco conocido por el coleccionismo español, Chagall cuenta ahora con una relevante presencia en España, principalmente por la apertura del Museo Thyssen-Bornemisza en Madrid (cuatro óleos, fechados entre 1913 y la década de los 30). Además de la citada pintura en Tosa de Mar, se mencionaban otras cuatro en colecciones españolas: un bodegón de flores en Galicia (colección de Novacaixagalicia); la pintura Homme Fleurie (1976), del Museo Universidad de Navarra, en Pamplona; una obra en la colección de Juan Abelló, y otro bodegón de flores se conservaba en Madrid, en el Palacio de Liria (Colección de la Casa de Alba); se ha comentado que tras el fallecimiento de la duquesa Cayetana fue subastado en Londres.

## Museos dedicados a su obra
- Museo Marc-Chagall (Niza), fundado en 1973 en Niza, esencialmente con obras de inspiración religiosa.
- Museo Marc-Chagall (Vítebsk), fundado en 1992.